# カンガルー
カンガルー（袋鼠、更格廬、長尾驢、kangaroo）は、哺乳綱双前歯目カンガルー科を構成する有袋類の総称。狭義では、そのうちカンガルー属の大形種を指す。
オーストラリア大陸、タスマニア島、ニューギニア島に生息している。大型の（狭義の）カンガルー、小型のワラビー、樹上性のキノボリカンガルーなどがいるが、同じカンガルー属 Macropus にオオカンガルーもアカクビワラビーも中間サイズのワラルーもおり、大型カンガルーとワラビーの区別は分類学的なものではない。

## 語源
「カンガルー (kangaroo)」は、先住民族であるアボリジニの言語の一つである、グーグ・イミディル語でクロカンガルーを指す言葉であった"gangurru"が変化したものであると考えられる。これは直接的な意味としては「跳ぶもの」を指す。
「カンガルー」という語がはじめて記録されたのは、ジェームズ・クックの最初の航海について、王立協会会長を務めた貴族のジョセフ・バンクスが記述した文章においてであり、このときは"Kangaru"と綴られた。これは元々はグーグ・イミディル語でオオカンガルー（ハイイロカンガルー）の意味で、すぐにカンガルー全体を示す英語として使われるようになった。
ただし、オーストラリア周辺には多くの部族が住むため、すべての部族がこの生物のことをカンガルーと呼ぶわけではない。
英語において、カンガルーを略して「ルー（roo（単数）/roos（複数））」と呼ぶことがある。
俗説
名称の由来に関する逸話として
```
「
西洋人が初めてオーストラリア大陸に上陸した際、現地人にカンガルーを示して『あの動物は何と言うのか？』と訊ねたところ、現地人は西洋人の言葉が理解できないため、
『（何を言っているのか）わからない』
という意味で『カンガルー』と答えたが、訊ねた側は『あの動物は“カンガルー”という名前らしい』と誤解してしまい、これがこの動物の通称となった
」
```

というものがあるが、あくまで俗説である。

## 概要
体長は小さいもので25cmから大きい種では160cm、体重は0.5kg程度の種から85kgに達する大きな種まで様々ある。毛の色もアカカンガルーのように明るく赤っぽい茶色、灰色、黄色っぽい茶、クロワラルーのように黒色の毛をしている種などがある。ただし、色のバリエーションは同じ種内でも、季節や年齢などによっても変化する。
カンガルー属の学名Macropusはラテン語で「大きな足」を意味する。
オーストラリアではカンガルーを単にルー (Roo) と呼ぶ。また、子供のカンガルーだけではなく、有袋類全般の子供のことをジョーイ (Joey) と呼ぶ。
オオカンガルーやアカカンガルー、クロカンガルーなど増加傾向にある種類もあるが、絶滅した種、もしくは絶滅の危機に瀕している種も少なくはない。

## 分類

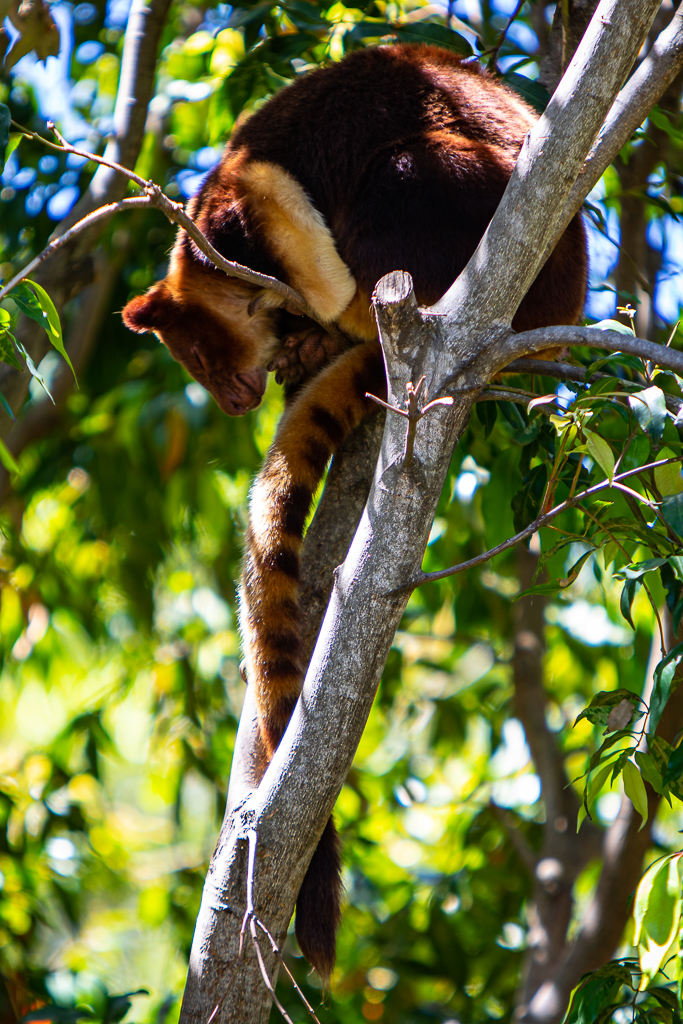
クロキノボリカンガルー
D. ursinus

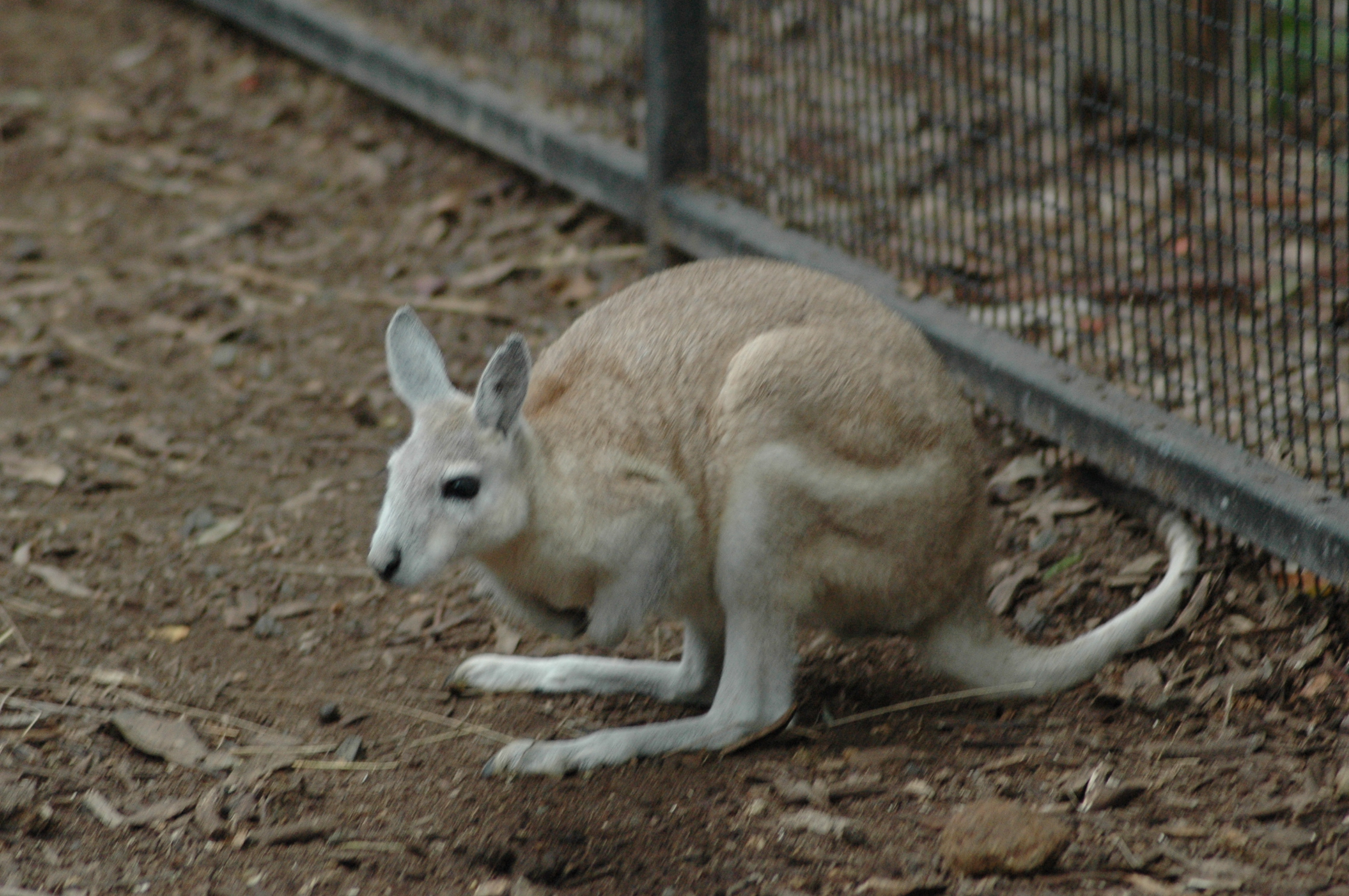
スナイロツメオワラビー
O. unguifera

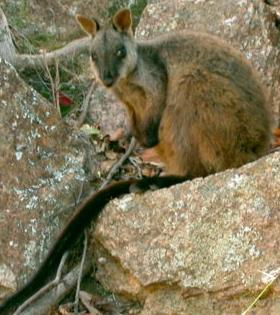
オグロイワワラビー
P. penicillata

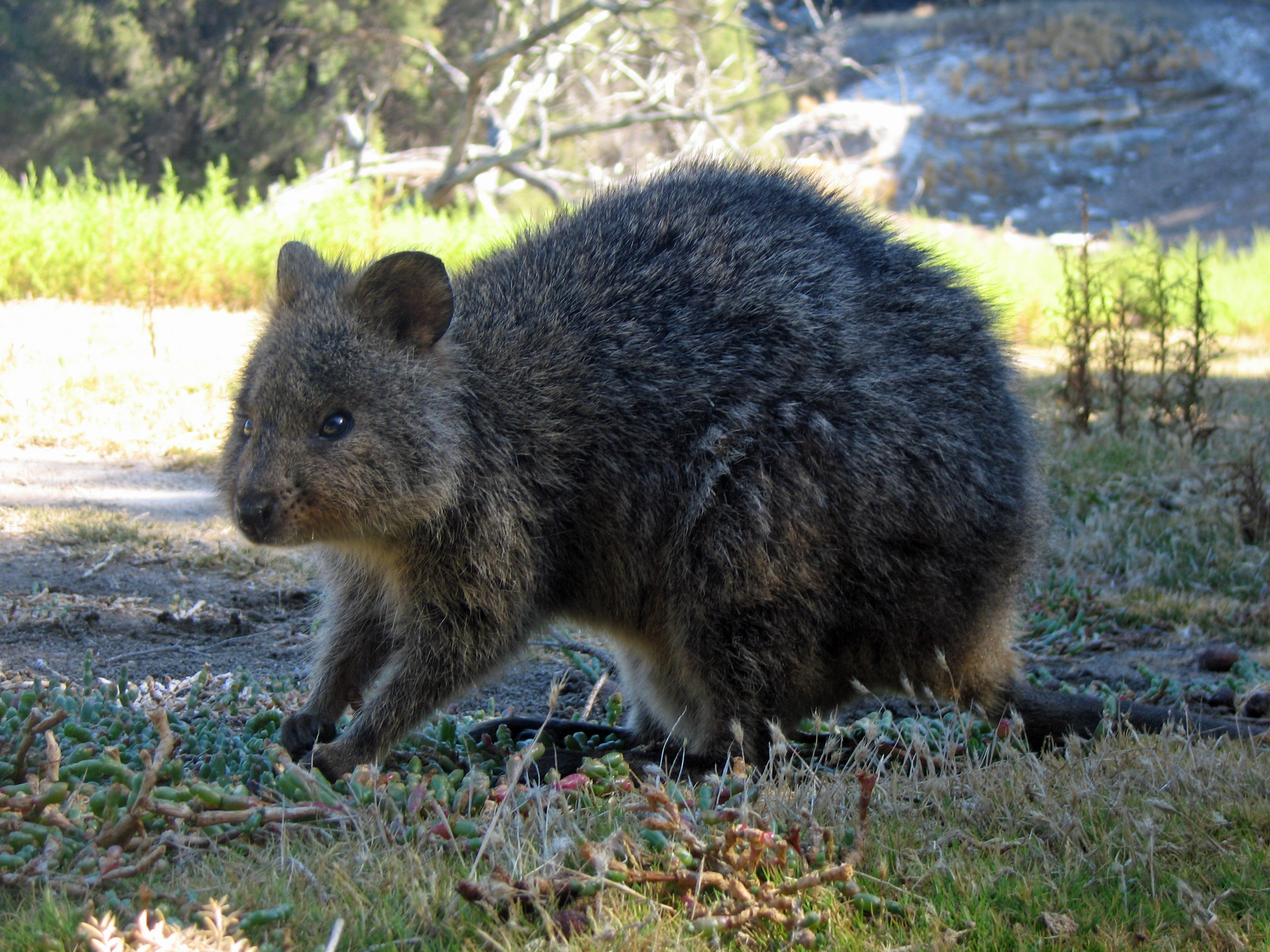
クアッカワラビー
S. brachyurus

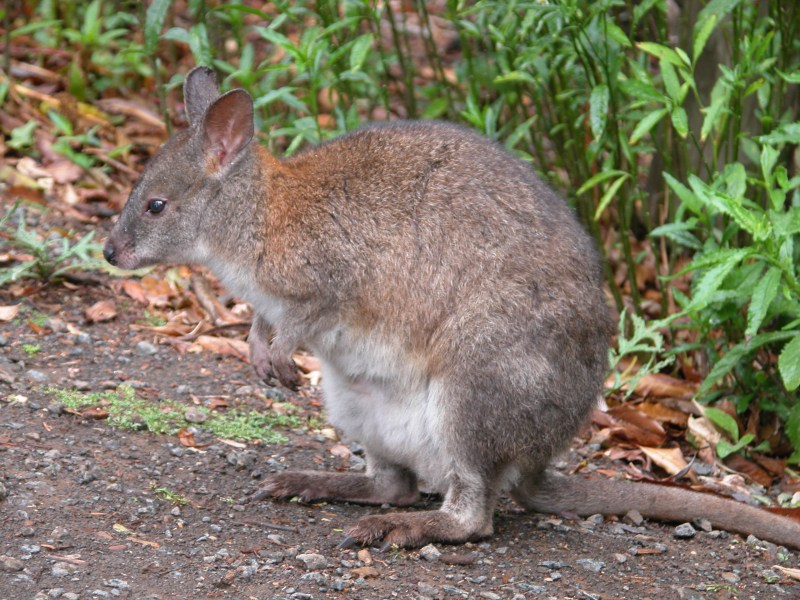
アカクビヤブワラビー
T. thetis

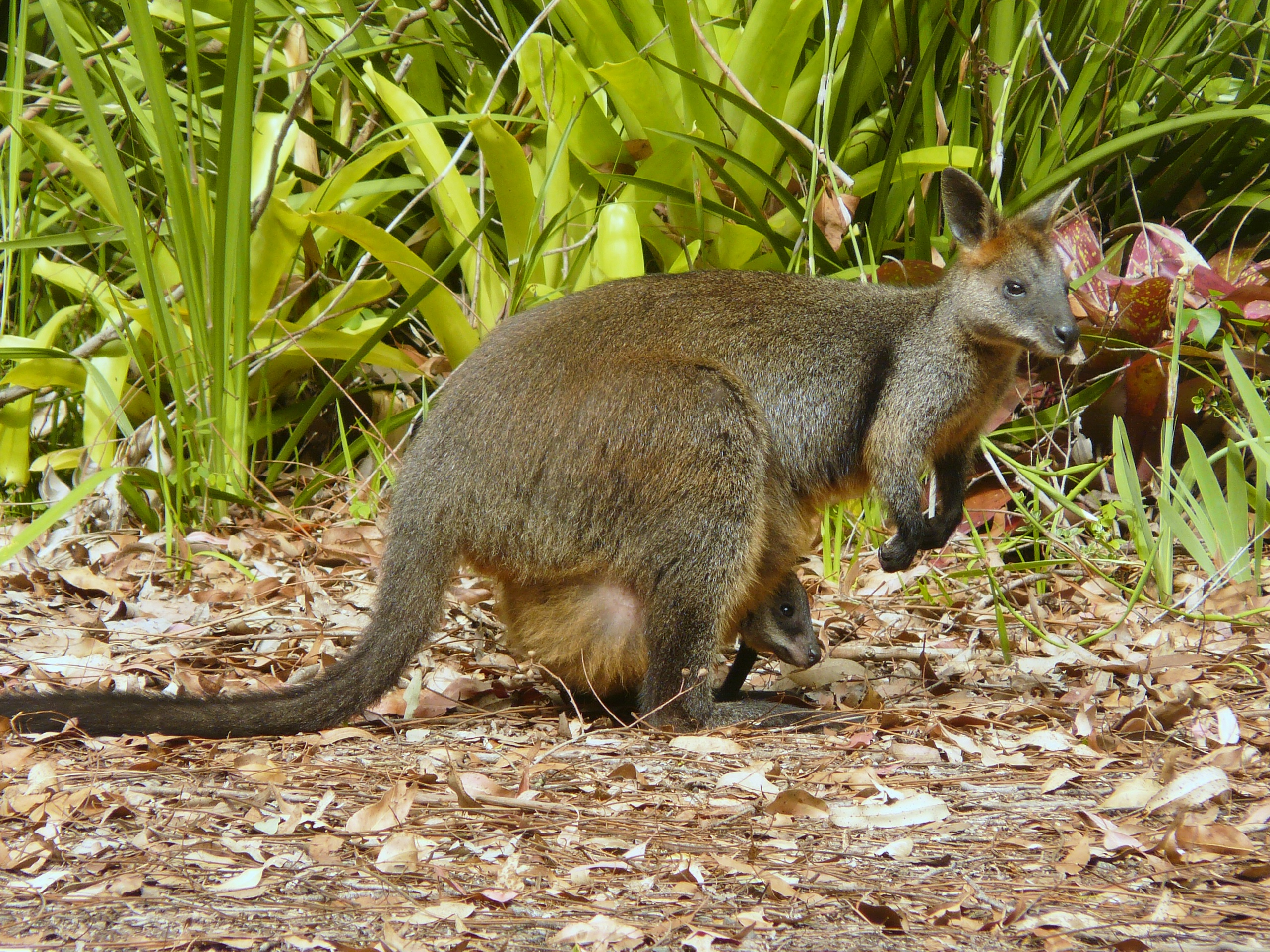
オグロワラビー
W. bicolor

以下の現生種（19世紀以降に絶滅した種も含む）の分類は、Groves(2005)に従う。和名は川田ら(2018)に従う。
- カンガルー亜科 Macropodinae
  - キノボリカンガルー属 Dendrolagus
    - Dendrolagus bennettianus ベネットキノボリカンガルー Bennett's tree-kangaroo
    - Dendrolagus dorianus ドリアキノボリカンガルー Doria's tree-kangaroo
    - Dendrolagus goodfellowi セスジキノボリカンガルー Goodfellow's tree-kangaroo
    - Dendrolagus inustus ゴマシオキノボリカンガルー Grizzled tree-kangaroo
    - Dendrolagus lumholtzi カオグロキノボリカンガルー Lumholtz's tree-kangaroo
    - Dendrolagus matschiei アカキノボリカンガルー Huon tree-kangaroo
    - Dendrolagus mbaiso シロハラキノボリカンガルー Dingiso
    - Dendrolagus pulcherrimus コンジキキノボリカンガルー Golden-mantled tree-kangaroo
    - Dendrolagus scottae スコットキノボリカンガルー Tenkile
    - Dendrolagus spadix クリイロキノボリカンガルー Lowlands tree-kangaroo
    - Dendrolagus stellarum セリキノボリカンガルー Seri's tree-kangaroo
    - Dendrolagus ursinus クロキノボリカンガルー Ursine tree-kangaroo

  - ドルコプシス属 Dorcopsis
    - Dorcopsis atrata クロドルコプシス Black dorcopsis
    - Dorcopsis hageni セスジドルコプシス White-striped dorcopsis
    - Dorcopsis luctuosa ハイイロドルコプシス Gray dorcopsis
    - Dorcopsis muelleri オオドルコプシス Brown dorcopsis

  - ヒメドルコプシス属 Dorcopsulus
    - Dorcopsulus macleayi ヒメドルコプシス Macleay's dorcopsis
    - Dorcopsulus vanheurni ヤマドルコプシス Small dorcopsis

  - ウサギワラビー属 Lagorchestes
    - †Lagorchestes asomatus ヒメウサギワラビー Lake Mackay hare-wallaby（絶滅種）
    - Lagorchestes conspicillatus メガネウサギワラビー Spectacled hare-wallaby
    - Lagorchestes hirsutus コシアカウサギワラビー Rufous hare-wallaby
    - †Lagorchestes leporides ウサギワラビー Eastern hare-wallaby（絶滅種）

  - カンガルー属 Macropus
    - Macropus agilis スナイロワラビー Agile wallaby
    - Macropus antilopinus アカワラルー Antilopine kangaroo
    - Macropus bernadus クロワラルー Woodward's wallaroo
    - Macropus dorsalis セスジワラビー Black-striped wallaby
    - Macropus eugenii ダマヤブワラビー Tammar wallaby
    - Macropus fuliginosus クロカンガルー Western grey kangaroo
    - Macropus giganteus オオカンガルー Eastern grey kangaroo
    - †Macropus greyii シマワラビー Toolache wallaby（絶滅種）
    - Macropus irma クロテワラビー Western brush wallaby
    - Macropus parma パルマヤブワラビー Parma wallaby
    - Macropus parryi エレガントワラビー Pretty-faced wallaby
    - Macropus robustus ケナガワラルー Wallaroo
    - Macropus rufogriseus アカクビワラビー Red-necked wallaby
    - Macropus rufus アカカンガルー Red kangaroo

  - ツメオワラビー属 Onychogalea
    - Onychogalea fraenata タヅナツメオワラビー Bridled nail-tail wallaby
    - †Onychogalea lunata ミカヅキツメオワラビー Crescent nail-tail wallaby（絶滅種）
    -  Onychogalea unguifera スナイロツメオワラビー Northern nail-tail wallaby

  - イワワラビー属 Petrogale
    - Petrogale assimilis ニセイワワラビー Allied rock-wallaby
    - Petrogale brachyotis コミミイワワラビー Short-eared rock-wallaby
    - Petrogale burbidgei バービッジイワワラビー Monjon
    - Petrogale coenensis クーエンイワワラビー Cape York rock-wallaby
    - Petrogale concinna ヒメイワワラビー Nabarlek
    - Petrogale godmani ミミナガイワワラビー Godman's rock-wallaby
    - Petrogale herberti ハーバードイワワラビー Herbert's rock-wallaby
    - Petrogale inornata ジミイワワラビー Unadorned rock-wallaby
    - Petrogale lateralis ワキスジイワワラビー Black-flanked rock-wallaby
    - Petrogale mareeba マリーバイワワラビー Mareeba rock-wallaby
    - Petrogale penicillata オグロイワワラビー Brush-tailed rock-wallaby
    - Petrogale persephone プロサーパインイワワラビー Proserpine rock-wallaby
    - Petrogale purpureicollis パープルイワワラビー Purple-necked rock-wallaby
    - Petrogale rothschildi アカイワワラビー Rothschild's rock-wallaby
    - Petrogale sharmani シャーマンイワワラビー Mt. Claro rock-wallaby
    - Petrogale xanthopus シマオイワワラビー Yellow-footed rock-wallaby

  - クアッカワラビー属 Setonix
    - Setonix brachyurus クアッカワラビー Quokka

  - ヤブワラビー属 Thylogale
    - Thylogale billardierii アカハラヤブワラビー Tasmanian pademelon
    - Thylogale browni ブラウンヤブワラビー Brown's pademelon
    - Thylogale brunii コゲチャヤブワラビー Dusky pademelon
    - Thylogale calabyi カラビーヤブワラビー Calaby's pademelon
    - Thylogale lanatus ヤマヤブワラビー Mountain pademelon
    - Thylogale stigmatica アカアシヤブワラビー Red-legged pademelon
    - Thylogale thetis アカクビヤブワラビー Red-necked pademelon

  - オグロワラビー属 Wallabia
    - Wallabia bicolor オグロワラビー Swamp wallaby

- シマウサギワラビー亜科 Sthenurinae
  - シマウサギワラビー属 Lagostrophus
    - Lagostrophus fasciatus シマウサギワラビー Banded hare-wallaby

## 生態

### 行動

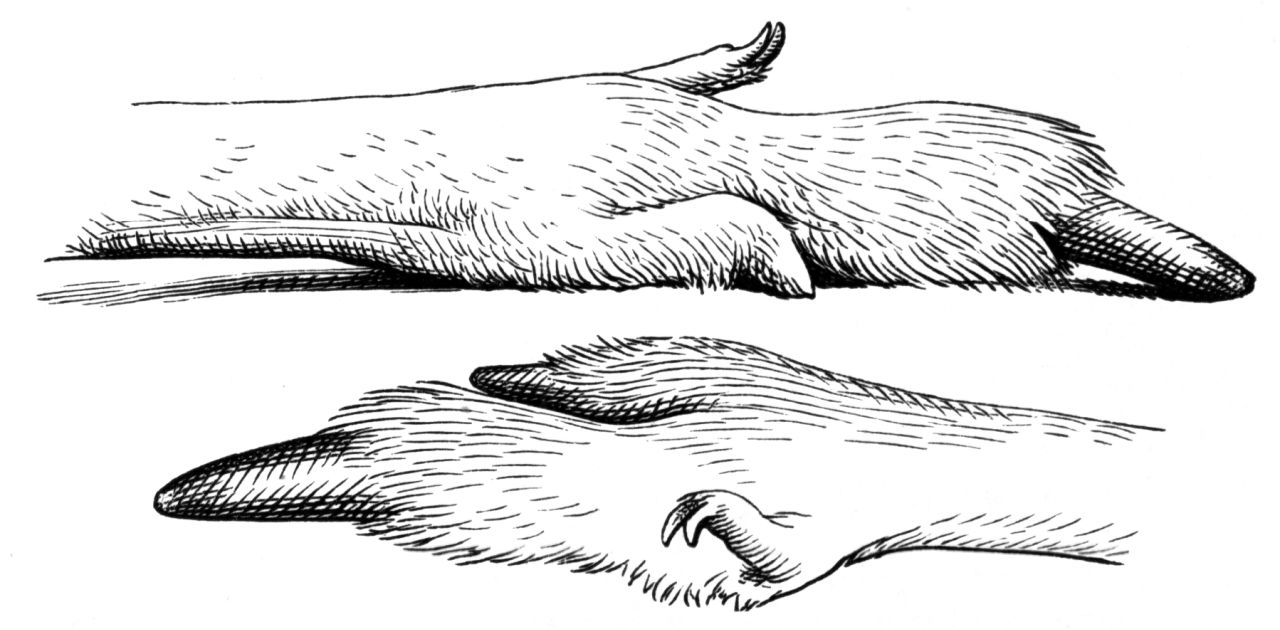
カンガルーの後脚

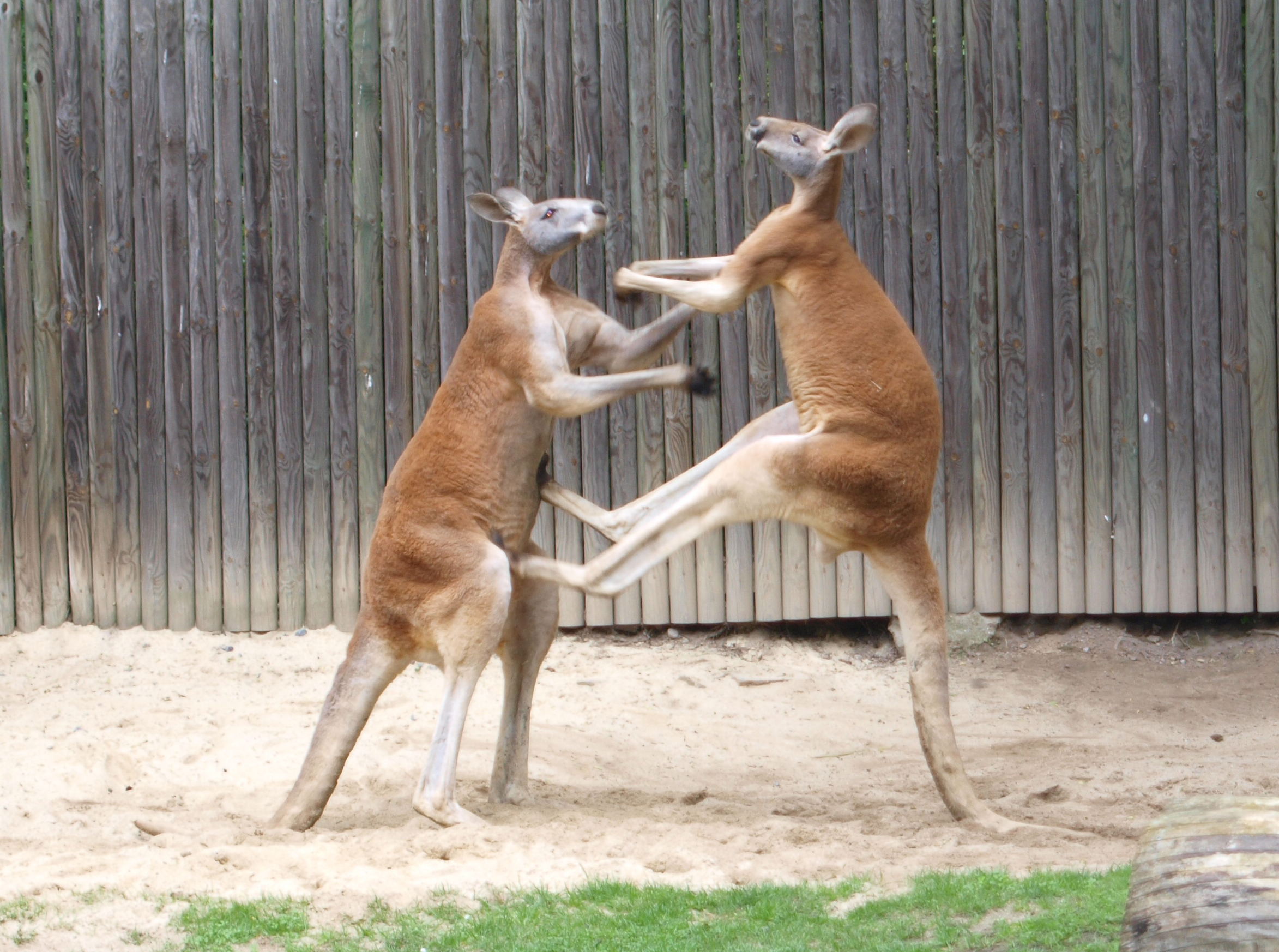
カンガルーの喧嘩。

後肢が発達しており、太い尾でバランスをとりながら跳躍する方法と、低速時のしっぽを使った五肢移動（pentapedal locomotion）がある。これらの移動方法は、大型哺乳類のなかで稀な移動方法で、跳躍する移動は化石から2000万年前に現れたと考えられている。
大型種であるアカカンガルーは跳躍により時速70kmほどのスピードを出すことができ、2km近くの距離を時速40kmで跳躍し続けることができる。また、移動距離も長く、発情期には100km/1日程度の移動も行う。またオオカンガルーの雌が時速64kmを出した記録がある。しかしながら、カンガルーは後退することができない。
大型のアカカンガルーは、両手を器用に繰り出して殴り合うボクシングを行う。特に顕著なのは発情期で、雄は雌に寄り添い交尾の時機を窺いながら、周囲から近づく別の雄を攻撃するようになる。この際、上半身を大きく見せるポンピングを行い、それでも勝負が付かない場合には殴り合いになる。これがいわゆるカンガルーのボクシングである。
ボクシングというが、蹴りもつかう。尻尾で体を支えた両足での前蹴りで、人間ならば内臓破裂しかねない程の破壊力を持つ。

### 食性
食性は、ほとんどの現存する種類では草の葉を食べる草食性だが、一部の種のように木の根やキノコ、昆虫を食べる種類もある。
ただし、現存こそしていないがエカルタデタやツヨハオオネズミカンガルーのように肉食性の種類も存在していた。
カンガルーの腸内に棲む細菌によって、牛や羊のような温室効果ガスとなるメタン排出が少ない。

### 繁殖
他の有袋類と同様、育児嚢（いくじのう）で子どもを育てる。実際の育児嚢の内側は非常に臭いと言う。
多くのカンガルーは繁殖環境のよい時にのみ繁殖を行う。繁殖に適さない環境の場合、雄は精子を作らない。繁殖に適した環境になると繁殖活動を開始する。カンガルーの雌は交尾をするとすぐに出産するが、繁殖に適さない環境や、育児嚢に子供がいる間は受精卵が子宮へ着床するのを遅らせることにより、発生を遅らせることが出来る。

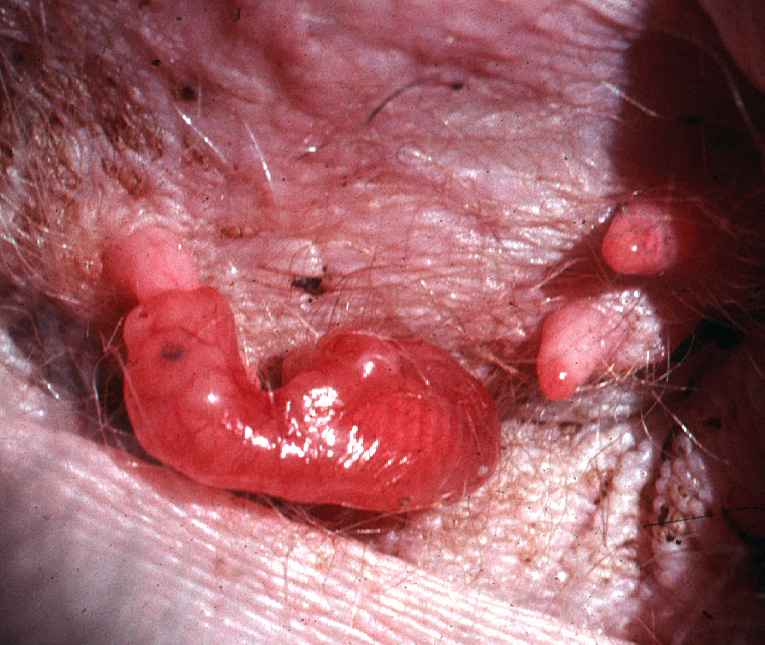
生まれたばかりの嬰児

もし繁殖に適した環境が続いた場合、カンガルーの雌は再び交尾を行い、育児嚢の中にいる離乳前の子供と、育児嚢からは出ているが離乳前の子供、そしてさらにもう一つを胎芽の状態でとどめておくことができる。その時に袋で育てている子供が死ぬか、もしくは袋から出てしばらくすると発生が再開する。
新生児は1g程度もしくはそれに満たない、かつ未熟な状態で生まれる。生まれたての赤ちゃんは総排出腔から育児嚢の中へ自力で移動し、乳首を見つける。
妊娠期間は、30日から40日ほどで出産する。一方で、出産後、完全に親離れする（袋に戻らなくなる）までに、オオカンガルーで通常で約44週間、長いと18ヶ月間かかることもある。種によるがおおむね30週間から40週間くらいである。日本の動物園では、母親の袋から子どもの全身が出ることを「出袋」と言う。
アカカンガルーの場合、約50%は2歳までに死亡し、90%は10歳になる前に死亡する。

## 人との関わり

### 獣害と駆除

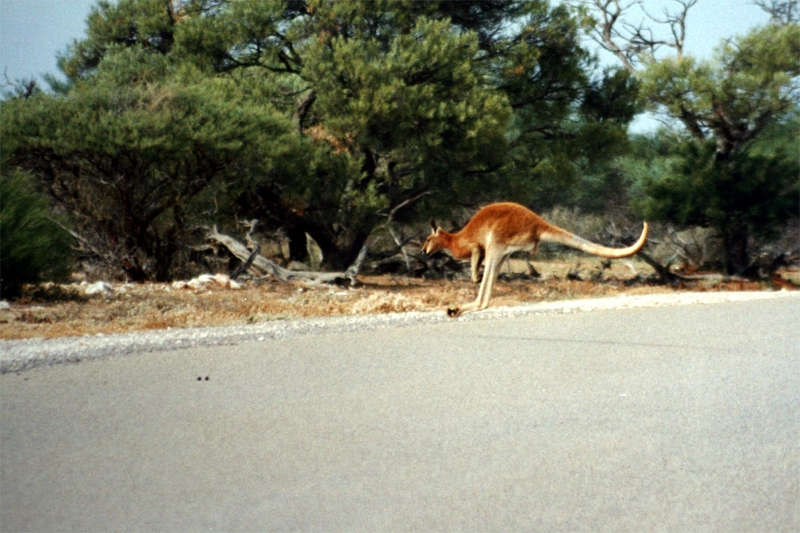
高速道路を横切るカンガルー

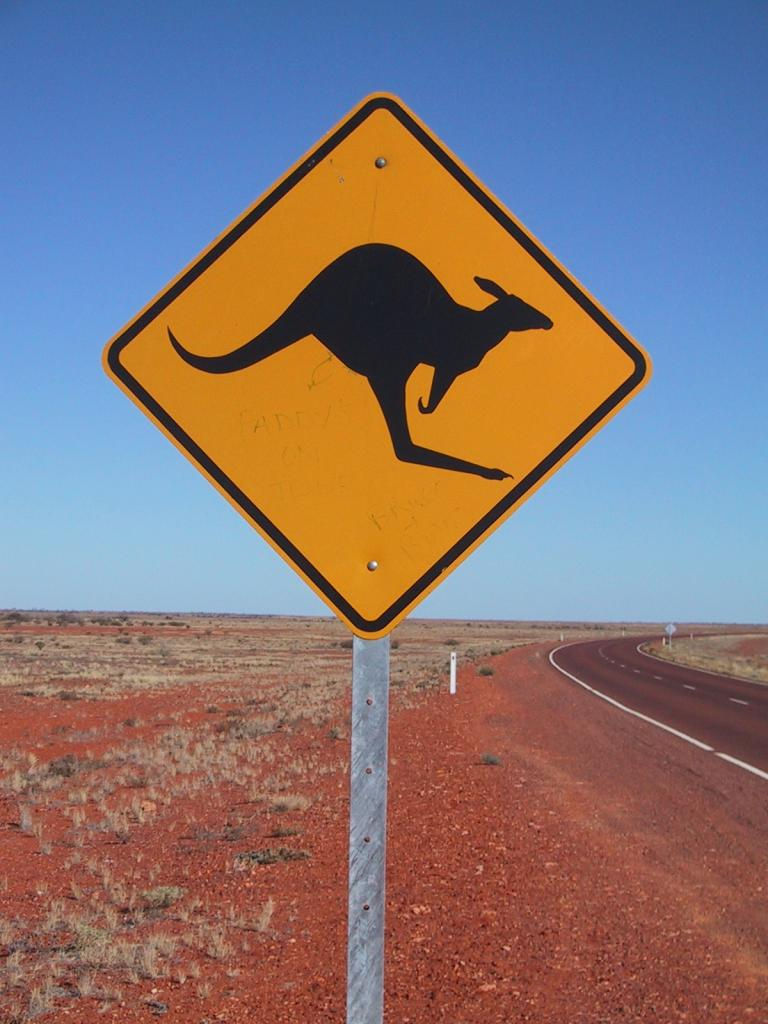
道路標識
「カンガルーに注意」

オーストラリアではカンガルーをはじめとする野生動物が突然道路に飛び出してくるため、自動車との衝突事故が多発している。事実、田舎の高速道路の道ばたには、カンガルーやその他野生動物の死体を見かけることが多い。このような事故から車体の損傷の被害を最小限に抑えるためにバンパーを取り付ける車もあり、バンパーのことはルー・バー (Roo Bar) と呼ばれている。
オーストラリアではいくつかの種が絶滅、あるいは絶滅の危機に瀕している中、一部のカンガルー類はその生息数を増やし続け、現在の生息数は主要な4種だけで5000万頭以上とも言われている。そのために、環境や農業へ被害を与えているともいわれ、特に近年は、旱魃の影響により、人の生活圏の側までカンガルーが進出してきたと問題になっている。また、気候変動の影響を指摘する声もある。
オーストラリア国防省は、2007年5月14日に旱魃の影響を受けた地域で野生のカンガルーによる深刻な被害が出たとして、キャンベラ近郊の軍用基地 2カ所で 3200 匹前後の駆除を発表した。これに対し動物保護団体からは抗議の声が挙がった。一度は撤回したものの、翌2008年5月に、オオカンガルー514頭が駆除された。王立動物虐待防止委員会 (RSPCA) を含む動物管理の専門家の協力で安楽死による駆除が実行されたものの、動物保護団体や動物愛護運動家から猛反発が起きており、この際にも10人以上の動物愛護運動家が逮捕されるなどした。

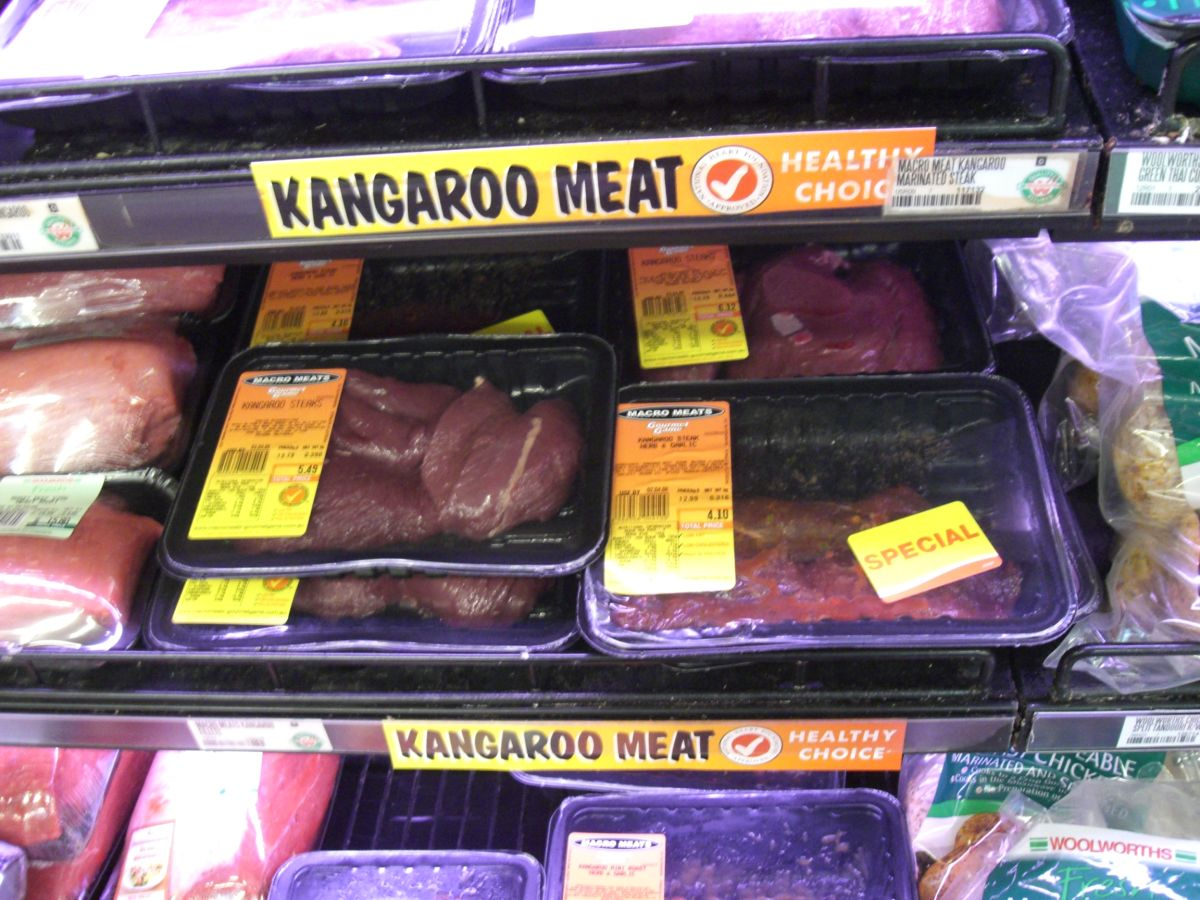
スーパーで売られているカンガルー肉

### 食用
一方で、一部のカンガルー類において個体数が増加し、環境や農業へ被害を与えている数種のカンガルーを対象に、年間300万頭前後が商業的に狩猟され、その肉はオーストラリア国内での消費をはじめ、世界55国へ輸出されている。
オーストラリア国内では食用肉としてバーベキューやステーキ、ソーセージ、ミンチ肉、ケバブなどの形で、大手スーパーの精肉コーナーで販売され、消費されている。なお、カンガルーの肉はアボリジニの代表的なブッシュ・タッカーとして古くから消費されてきた。

### その他の利用
毛皮や皮革はぬいぐるみや財布など様々な製品に加工され、広く販売されている。

### 象徴

オーストラリアの国籍マーク

オーストラリアの国章

オーストラリアの国章にエミューとともに描かれており、これらがオーストラリアの国獣とされる。オーストラリアを代表する動物とされている。

### 野生化の疑い
日本国内では野生種の存在は確認されていないが、2003年ごろから宮城県大崎市岩出山の真山地区周辺で、カンガルーらしき動物を目撃したとの報告が多数寄せられている。正式な手続きを踏めば個人での飼育も可能なため、逃げ出した個体とも考えられるが、テレビの取材に答えた八木山動物園の飼育係の意見では、東北の気候での生存は難しいという。写真なども撮影されていないため真偽も不明であるが、目撃証言は2010年になっても寄せられており、同地区には誰かが設置したカンガルーの横断に注意を促す標識があるという。

### 死亡事故
2022年9月11日、オーストラリア南西部レドモンドに住む男性が飼育していたペットのカンガルーに襲われて死亡した。オーストラリアのメディアによると、カンガルーによる人間の死亡事故は1936年以来であるとしている。